# Formazione dei Death
Questa che segue è la lista delle formazione dei vari album della band.

## Scream Bloody Gore
1987
- Chuck Schuldiner - voce, chitarra, basso
- Chris Reifert - batteria
- John Hand - chitarra ritmica

## Leprosy
1988
- Chuck Schuldiner - voce, chitarra
- Rick Rozz - chitarra
- Terry Butler - basso
- Bill Andrews - batteria

* In realtà Terry Butler non ha suonato il basso nell'album, infatti Schuldiner in un'intervista dichiarò che il materiale era troppo complicato per lui, ma dato che al tempo i due erano molto amici la notizia non venne resa nota. Quindi in realtà le linee di basso sono state suonate ancora da Schuldiner.

## Spiritual Healing
1990
- Chuck Schuldiner - voce, chitarra
- James Murphy - chitarra
- Terry Butler - basso
- Bill Andrews - batteria

## Human
1991
- Chuck Schuldiner - voce, chitarra
- Paul Masvidal - chitarra
- Steve DiGiorgio - basso
- Sean Reinert - batteria

## Individual Thought Patterns
1993
- Chuck Schuldiner - voce, chitarra
- Andy LaRocque - chitarra
- Steve DiGiorgio - basso
- Gene Hoglan - batteria

## Symbolic
1995
- Chuck Schuldiner - voce, chitarra
- Bobby Koelbe - chitarra
- Kelly Conlon - basso
- Gene Hoglan - batteria

## The Sound of Perseverance
1998
- Chuck Schuldiner - voce, chitarra
- Shannon Hamm - chitarra
- Scott Clendenin - basso
- Richard Christy - batteria

## Tutti i componenti

### Ultima
- Chuck Schuldiner - voce (1984-1999), chitarra (1983-1999), basso (1987-1988)
- Shannon Hamm - chitarra (1998-1999)
- Scott Clendenin - basso (1998-1999)
- Richard Christy - batteria (1998-1999)

### Ex-componenti
- Kam Lee - voce (1983-1984), batteria (1983-1985) (1983-1985)
- Rick Rozz - chitarra (1983-1985, 1987-1989)
- Matt Olivo - chitarra (1985)
- Paul Masvidal - chitarra (1989, 1990, 1991-1992)
- James Murphy - chitarra (1989-1990)
- Albert Gonzalez - chitarra (1990)
- Andy LaRocque - chitarra (1993)
- Bobby Koelbe - chitarra (1995)
- Dave Tett - basso (1984)
- Scott Carlson - basso, cori (1985)
- Erik Meade - basso (1985)
- Steve DiGiorgio - basso (1986, 1991, 1993-1994, 1998)
- Terry Butler - basso (1987-1990)
- Kelly Conlon - basso (1995)
- Eric Brecht - batteria (1985)
- Chris Reifert - batteria (1986-1987)
- Bill Andrews - batteria (1987-1990)
- Sean Reinert - batteria (1991-1992)
- Gene Hoglan - batteria (1993-1995)

### Turnisti
- Ralph Santolla - chitarra (1993)
- Craig Locicero - chitarra (1993)
- Scott Carino - basso (1991-1992)
- Brian Benson - basso (1995)